# アンアースドフィルム
アンアースドフィルム（Unearthed Films）はアメリカ合衆国の映画配給ならびに映画製作を主とする会社であり、主に東アジアのエクスプロイテーション映画を取り扱っている。

## 沿革
同社はステファン・バイロ（Stephen Biro）と、ポール・ホワイト（Paul White）と、レット・ラッシン（and Rhett Rushing）によって設立された。
同社が初めて配給した作品は日本のホラー映画『ギニーピッグ』シリーズであり、同作にとって初めての北米進出でもあった。
また、同社は『ピノキオ√964』や『ラバーズ・ラバー』といったカルト映画の配給も行っており、その中にはen:Where the Dead Go to Dieといったアニメ作品も含まれる。
2013年に『アメリカンギニーピッグ』にて映画制作業に進出する 。

## 主な配給作品
- ギニーピッグ
- ラバーズ・ラバー（英語版）
- ピノキオ√964
- en:Black Sun: The Nanking Massacre
- Aftermath
- 1-イチ-（英語版）
- en:Bone Sickness
- en:Frankenhooker
- ナイフの哲学（英語版）
- en:City of Rott（アニメ作品）
- Dead Fury（アニメ作品、City of Rottの続編）
- Flexing with Monty
- JUNK 死霊狩り（英語版）
- Vomit Gore Trilogy
  - en:Slaughtered Vomit Doll
  - ReGOREgitated Sacrifice
  - Slow Torture Puke Chamber
- en:Where the Dead Go to Die（アニメ作品）